# Пьентак, Леонард
Леонард Пьентак (пол. Leonard Piętak; 24 февраля 1841, Перемышль — 26 февраля 1909, Вена) — польский юрист, профессор, декан и ректор Львовского университета (1881—1882 и 1888—1889), посол-вирилист к Галицкому краевому сейму и австрийскому парламенту, министр по делам Галиции при правительстве Австро-Венгрии (1900—1906).

## Биография

### Образование
Родился в семье учителя Яна Пьентака и Бригиды из рода Адамовских. В 1860 году окончил Перемышльскую гимназию и поступил на юридический факультет Львовского университета. В 1864 году начал практику в Прокуратории Сокровищницы в Львове, а через три года поступил на службу к Львовского Наместничества. В 1867 году в Львовском университете получил степень доктора права, в 1869 году получил хабилитацию, а через год стал чрезвычайным профессором коммерческого и вексельного права в университете Львова. В январе 1871 года получил «veniam docendi» (право преподавания) из римского права. Высочайшим постановлением от 12 декабря 1872 года именуемый чрезвычайным профессором этой дисциплины, а 1 апреля 1876 года — обыкновенным профессором римского права и коммерческого и вексельного права Львовского университета.

### Академическая деятельность
В 1869 году начал преподавать на юридическом факультете Львовского университета. Дважды занимал высшие университетские должности: ректора (в 1881—1882 и 1888—1889 годах) и проректора (в 1882—1883 и 1889—1900 годах). Трижды был деканом юридического факультета (1878—1879, 1883—1884 и 1890—1891). Четыре раза выполнял функции продекана факультета (1879—1880, 1880—1881, 1884—1885 и 1891—1892). От 1869 года был членом Правительственной экзаменационной комиссии судебного отделения. С 1871 года — член, с 1886 — вице-председатель, а с 1890 года — председатель упомянутой комиссии по историко-правовых предметов.

### Профессиональная деятельность
Был одним из основателей журнала «Prawnik» (1870). На его страницах опубликовал много научных трудов. В 1883 году стал член-корреспондентом Историко-Философского отдела Академии знаний в Кракове. Также был член-корреспондентом Центральной статистической комиссии в Вене и Международного статистического института. На протяжении 1888—1897 лет был председателем Общества учителей высших школ во Львове.

### Общественно-политическая работа
В 1886—1895 годах заседал в Львовском городском совете, где в V секции занимался организационными и образовательными делами. С 1 апреля 1899 до 8 апреля 1900 года был директором Галицкой кассы бережливости во Львове. Будучи ректором университета, в 1881 и 1888 годах заседал в Галицком краевом сейме. В октябре 1893 года получил мандат Австрийского парламента (после отречения Францишека Смолки), в котором был членом и вице-председателем т. н. Польского круга. В парламентарской деятельности обращал внимание в основном на дела, связанные с судопроизводством и образованием, пытаясь устранить разрушения в этих участках на территории Галичины. По согласию Польского круга в 1900 году занял должность министра по делам Галиции при цесарском правительстве в Вене, которую до того занимал Казимеж Хлендовский. Обязанности министра исполнял на протяжении 6 лет за управление Эрнеста Кербера, Пауля Гауча и Конрада Гогенлоэ-Шиллингсфюрста. По уходе с должности министра, стал послом в Австрийский парламент. В 1907—1909 годах — член палаты господ.
Скончался в Вене 26 февраля 1909 года. 2 марта 1909 года гроб с телом был привезен во Львов и похоронен на Лычаковском кладбище. В похоронах кроме руководителей государственных и образовательных учреждений, приняли участие львовские епископы Юзеф Бильчевский, Юзеф Теодорович и перемышльский епископ Юзеф Пельчар.

## Награды
- титул советника Двора (1893)
- Орден Железной Короны I степени (1904)
- Большой крест Ордена Леопольда (1906)

## Работы
- «Miscellanea z prawa handlowego i wekslowego. O giełdzie i czynnościach giełdowych ze stanowiska prawa austryackiego»" (Львов, 1877),
- «Miscellanea z prawa handlowego i wekslowego. O istotnych znamionach czynności kredytowych i ich nieważności według ustawy lipcowej z roku 1877» (Львов 1878),
- «Prawo spadkowe rzymskie» (Львов 1882).